# Lucia Ronchetti

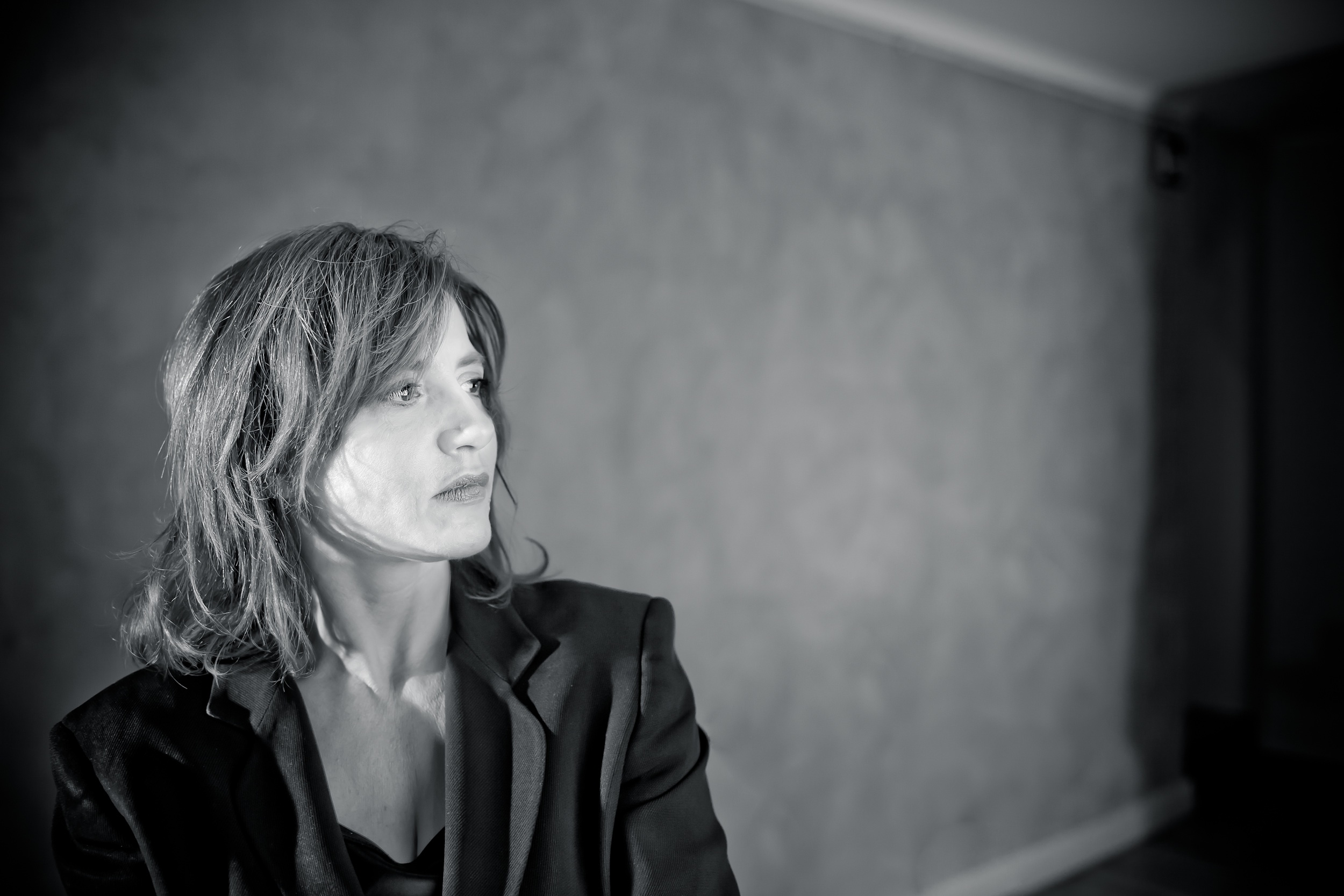
Lucia Ronchetti (2012)

Lucia Ronchetti (* 3. Februar 1963 in Rom) ist eine italienische Komponistin, die mit modernen musiktheatralischen Formen arbeitet.

## Leben
Lucia Ronchetti wuchs als zweitjüngstes Kind einer Großfamilie in einer römischen Vorstadt auf. Sie erhielt schon früh von einem Nachbarn, einem Komponisten und Geiger, informellen Musikunterricht, den sie 1988 in ihrem Werk La stanza degli orologi in frantumi verarbeitete. Sie komponierte musikalische Fragmente, von denen nur die Komposition Quartetto (1979–1980) vollendet wurde.
Beeinflusst durch die Komposition Aura von Bruno Maderna studierte sie ab 1981 Klavier, Komposition und elektronische Musik an der Accademia di Santa Cecilia sowie dem Corsi Internazionali de Città di Castello und anschließend Geisteswissenschaften an der Universität La Sapienza. 1987 schloss sie ihr Studium mit einer Dissertation über die Kompositionen von Bruno Maderna ab.
In Paris besuchte sie Kompositionsseminare bei Gerard Grisey und nahm an einem Jahreskurs des IRCAM (1997) teil. Sie erlangte ein Diplôme d’Études Approfondies (D.E.A.) und promovierte 1999 in Musikwissenschaft an der Ecole Pratique des Hautes Etudes an der Sorbonne unter der Leitung von François Lesure. In ihrer Arbeit beschäftigte sie sich mit dem Orchesterwerk Ernest Chaussons, insbesondere dem Einfluss Richard Wagners auf die französischen Komponisten.
2005 folgte sie einer Einladung von Tristan Murail als Fulbright-Gastprofessorin ans Department für Musik der Columbia University in New York. Lucia Ronchetti war Composer in Residence bei Institutionen wie dem Internationalen Künstlerhaus Villa Concordia (Bamberg), Yaddo (Saratoga Springs, NY), den Staatstheatern Stuttgart, der MacDowell Colony (Peterborough, New Hampshire, USA), der Akademie Schloss Solitude (Stuttgart) sowie dem Schloss Werdenberg (Werdenberg, Schweiz). Sie wurde außerdem vom Deutschen Akademischen Austauschdienst (DAAD) gefördert.
Lucia Ronchetti ist Professorin für Komposition am Conservatorio di Musica di Salerno. Sie wurde im Jahr 2020 zur künstlerischen Leiterin der Biennale Musica in Venedig für den Zeitraum 2021 bis 2024 ernannt.
Ronchetti ist mit dem Wissenschaftler Marco Innamorati verheiratet und hat zwei Kinder.

## Werk

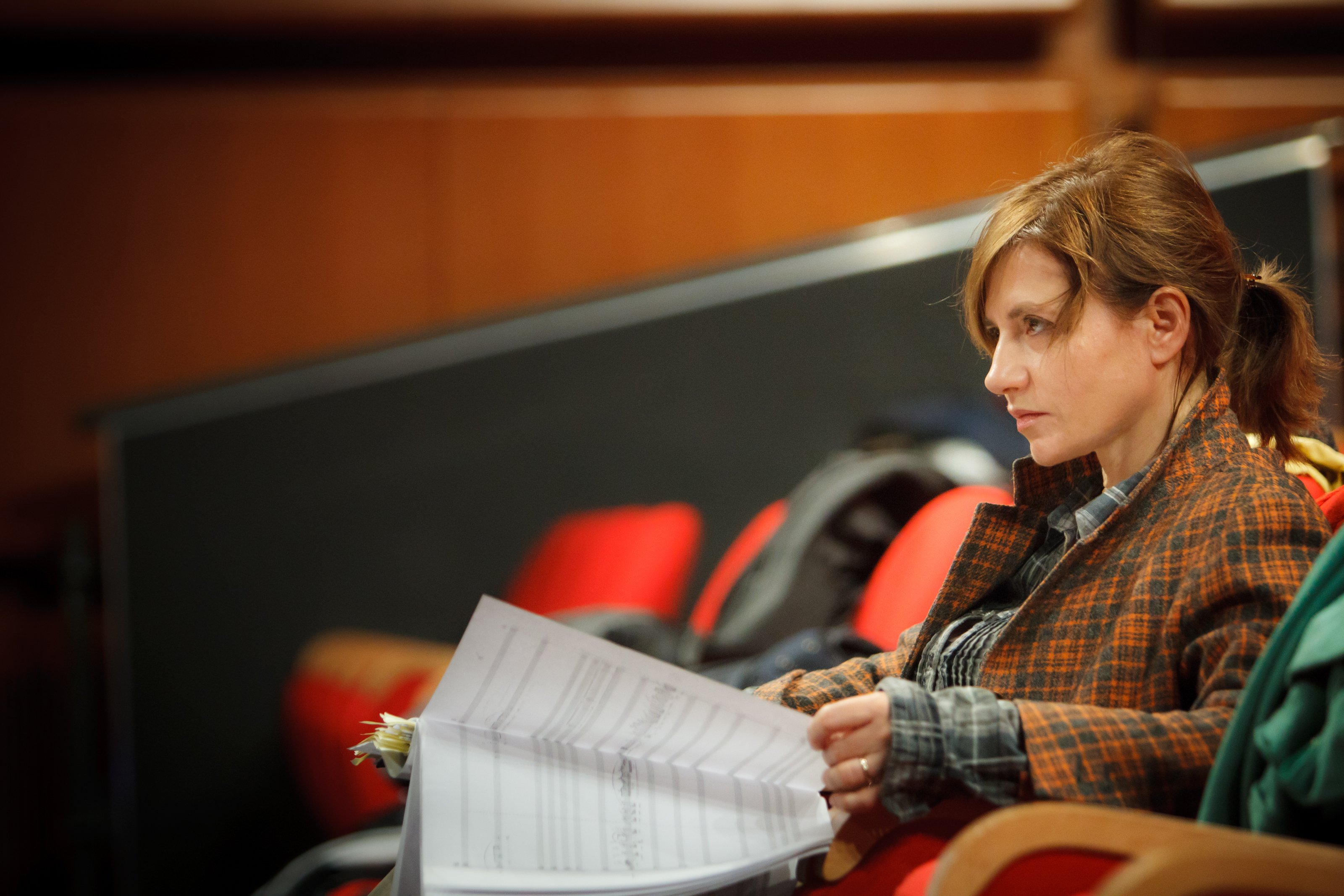
Lucia Ronchetti während einer Probe

Die Komponistin arbeitet mit verschiedenen musiktheatralischen Formen. Ihr Werk reicht von Opern und Kammeropern für professionelle Sänger und Musiker über Chor-Opern für Ensembles mit Laienchören bis hin zu musiktheatralischen Experimenten ohne Bühne.
Ab 1998 verwirklichte sie verschiedene Kompositionsprojekte in Zusammenarbeit mit Folkmar Hein an der TU Berlin. Seit 2003 arbeitet sie mit dem Experimentalstudio des SWR in Freiburg zusammen, daraus ging u. a. Xylocopa violacea hervor. Im Auftrag des Senders entstand auch ihre Kammeroper Der Doppelgänger nach der Erzählung Der Doppelgänger von Fjodor Dostojewski, die im April 2024 erfolgreich bei den Schwetzinger SWR Festspielen uraufgeführt wurde.
Lucia Ronchetti hat sich auch intensiv mit Kompositionen für Vokalmusik beschäftigt, insbesondere in Zusammenarbeit mit den Neue Vokalsolisten aus Stuttgart. Aus dieser Zusammenarbeit gingen u. a. hervor: Hamlet’s Mill, Pinocchio, Last Desire und Hombre de mucha gravedad.
Von 2012 bis 2015 inszenierte sie im Rahmen einer Koproduktion der Semperoper Dresden und dem Opernhaus Halle ein mehrere Spielzeiten umfassendes Musiktheaterprojekt: Contrascena, Sub-Plot und Mise en abyme.
Ihre Oper Esame di mezzanotte nach einem Libretto von Ermanno Cavazzoni wurde bei der Kritikerumfrage der Fachzeitschrift Opernwelt als „Uraufführung des Jahres 2015“ ausgezeichnet.
Lucia Ronchetti strebt in ihren Kompositionen nach Auffassung ihrer Kritiker nach einem „Gesamtkunstwerk“ aus musikalischem Handwerk, extravaganter Überschreibungs- und Zitierkunst sowie Intellektualität. Ihr Stil ist geprägt von der Auseinandersetzung mit Werken vergangener Epochen und diverser Genres und versteht sich im Kontext mit diesen.

## Werke
- Searching for Zenobia, Musiktheater, 2024, Münchener Biennale
- Der Doppelgänger, Oper nach Fjodor Dostojewskis Der Doppelgänger, 2024, Schwetzinger SWR Festspiele
- Das fliegende Klassenzimmer, Familienoper nach Erich Kästners Das fliegende Klassenzimmer, 2023, Theater Duisburg
- Inferno, Oper nach Dante Alighieri, mit einem Epilog von Tiziano Scarpa. Auftragswerk der Oper Frankfurt und des Schauspiels Frankfurt, 2021
- Rivale, Kammeroper, 2017, Staatsoper Unter den Linden Berlin, Staatstheater Braunschweig
- Les aventures de Pinocchio, Kammeroper, 2017, Opéra de Rouen
- Forward and downward, turning neither to the left nor to the right, Aktionskonzert für Solo Cello, 2017, Accademia Filarmonica, Roma
- Abschlussball, Theatermusik für Achim Freyer, 2016, Berliner Ensemble
- Aria da baule, Dramaturgie, 2016, Nationaltheater Mannheim
- Lascia ch’io pianga, Aktionskonzert, 2016, Theaterhaus, Stuttgart
- Fiore di campo, Radiospiel, 2016, Deutschlandradio Kultur
- Inedia prodigiosa, Choroper, 2016, Teatro Massimo, Palermo
- Esame di mezzanotte, Oper, 2015, Nationaltheater Mannheim
- Mise en Abyme, Kammeroper, 2015, Semperoper Dresden
- Lezioni di tenebra, Kammeroper, 2014, Staatsoper Unter der Linden, Berlin
- Anatra al sal, Aktionskonzert, 2014, Romaeuropa festival, Rom
- Le Palais du silence, Dramaturgie, 2013, Festival d’Automne à Paris
- Sub-Plot, Kammeroper, 2013, Semperoper Dresden
- Helicopters and Butterflies, Aktionskonzert, 2012, Festival d’Automne à Paris
- Contrascena, Kammeroper, 2012, Semperoper Dresden
- Neumond, Kammeroper, 2012, Nationaltheater Mannheim
- Ravel Unravel, Aktionskonzert, 2012, Amici della musica, Ancona
- 3e32 Naufragio di terra, Choroper, Società Aquilana dei Concerti B. Barattelli, L'Aquila
- Sei Personaggi in cerca di autore, Aktionskonzert, 2011, Rai Nuova Musica, Turin
- Narrenschiffe, Choroper, 2010, Bayerische Staatsoper, München
- Sebenza e-mine, Radiospiel, 2010, Deutschlandradio Kultur
- Lezioni di tenebra, Kammeroper, 2010, Konzerthaus, Berlin
- Proposopeia, Choroper, 2010, Kasseler Musiktage, Kassel
- Albertine, Aktionskonzert, 2010, MaerzMusik, Berlin
- Xylocopa violacea, Aktionskonzert, 2007, Festival Ultraschall, Berlin
- Il Castello di Atlante, Radiospiel, 2007, Deutschlandradio Kultur
- Der Sonne entgegen, Kammeroper, 2007, Musiktheater im Revier, Gelsenkirchen
- Hamlet’s Mill, Aktionskonzert, 2007, Musik der Jahrhunderte, Stuttgart
- Pinocchio, una storia parallela, Dramaturgie, 2005, Festival Ultraschall, Berlin
- Last desire, Kammeroper, 2004, Staatsoper Stuttgart
- Hombre de mucha gravedad, Dramaturgie, 2002, Musik der Jahrhunderte, Stuttgart
- L’ape apatica, Kammeroper, 2002, Teatro La Fenice, Venedig

## Diskographie (Auswahl)
- Drammaturgie, Neue Vokalsolisten, Kairos 0013232KAI (CD)
- Xylocopa Violacea, Edizioni musicali Rai Trade, Stradivarius STR 33869 (CD)
- Lucia Ronchetti – Portrait, Neue Vokalsolisten, Stradivarius STR33772 (CD)